# Palacio de la Congregación para las Iglesias Orientales
El Palacio de la Congregación para las Iglesias Orientales (en italiano: Palazzo della Congregazione per le Chiese orientali) o también Palazzo dei Convertendi es un palacio renacentista reconstruido en Roma, Italia. En un principio estaba enfrente de la Plaza Scossacavalli, pero fue demolido y reconstruido a lo largo del lado norte de la Via della Conciliazione (Vía de la Conciliación), la ancha avenida construida entre 1936 y 1950, que une la Basílica de San Pedro y la Ciudad del Vaticano con el centro de Roma. El palacio es famoso por ser el último hogar del pintor Rafael, que murió allí en 1520.
El palacio está situado en el Rione Borgo de Roma a lo largo del lado norte de la Vía de la Conciliación. La Fachada principal del palacio está orientada al sur. a fachada da a la Via Dell'Erba, que la separa del Palacio Torlonia, otro edificio renacentista.  Al oeste se encuentra el Palacio Rusticucci-Accoramboni, otro edificio renacentista demolido y reconstruido en 1940.
Desde 1939 el palacio alberga varias oficinas de la Santa Sede y  apartamentos de prelados de alto rango. 

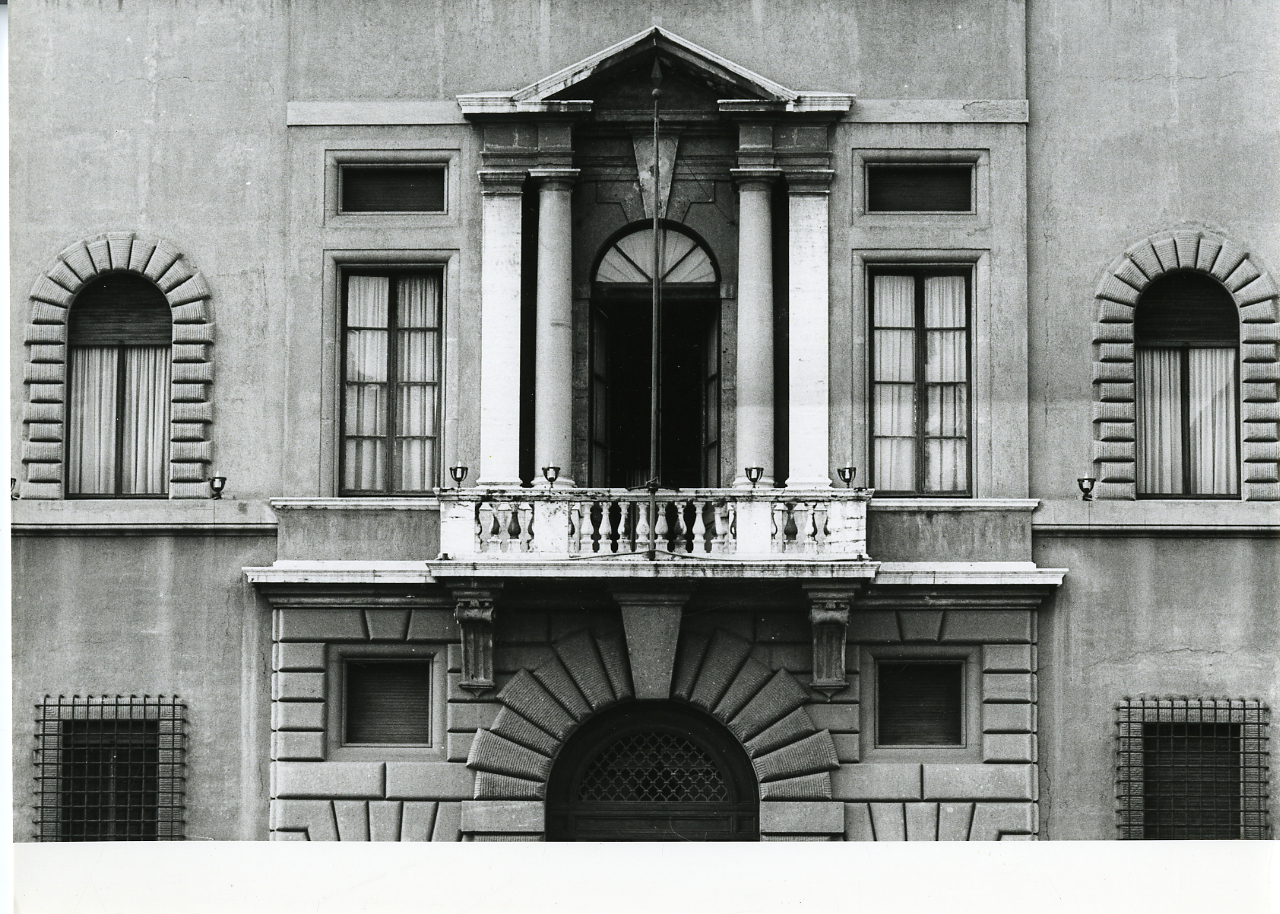
Foto de Paolo Monti, 1979
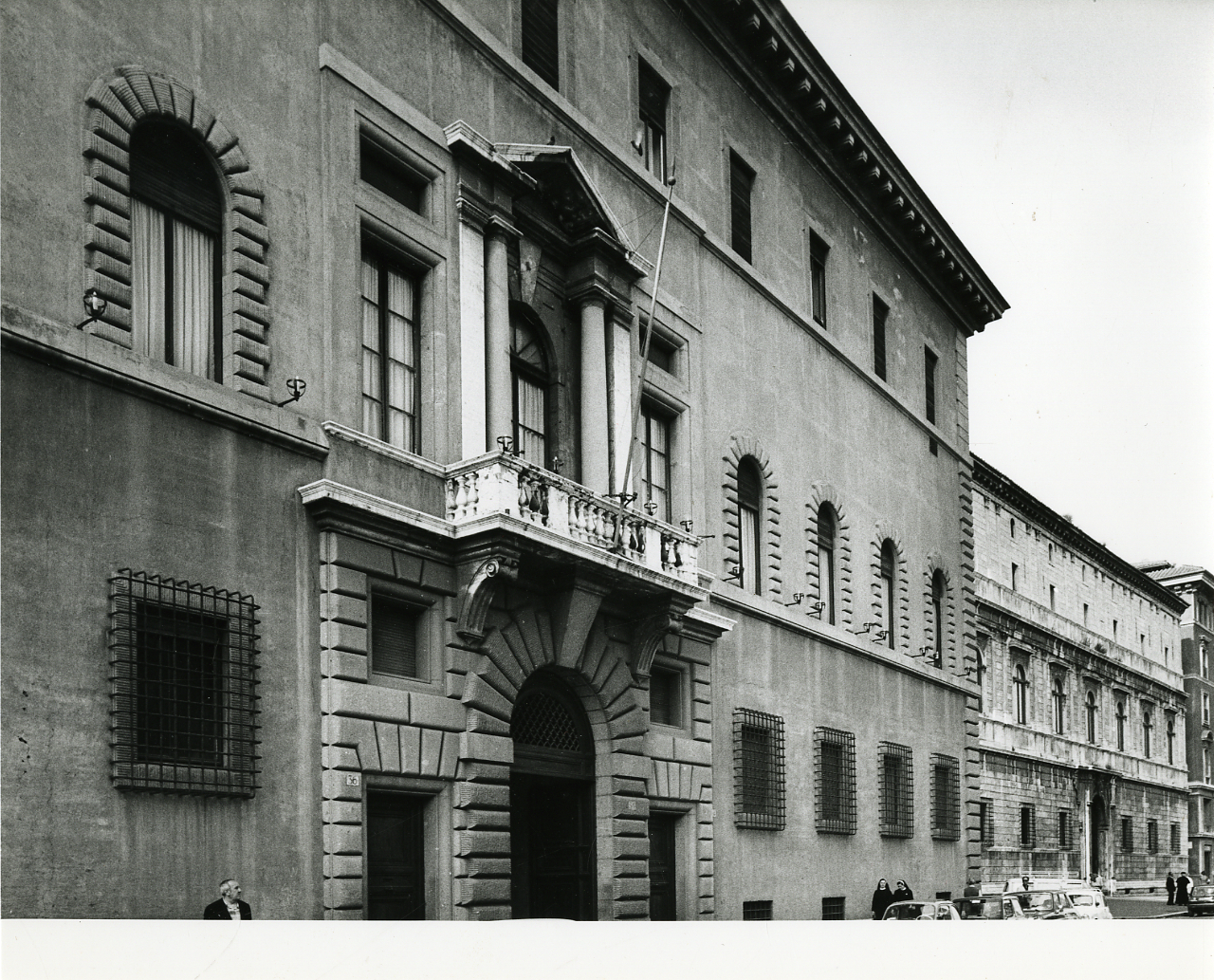
Foto de Paolo Monti, 1979